# Pico Posets
O Pico Posets (na língua aragonesa, Tuca Llardana) é o segundo pico mais elevado dos Pirenéus, depois do Monte Aneto. Faz parte da "rota dos três picos" (Posets, Perdiguero e Aneto).

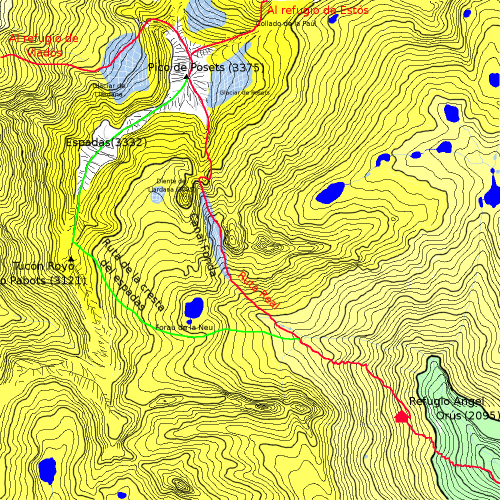
Mapa da rota ideal de ascensão ao Posets